# HMS Conqueror (1855)
Lo HMS Conqueror era un vascello di prima classe a tre ponti da 101 cannoni della Royal Navy, costruito negli anni cinquanta del XIX secolo, e perduta per naufragio alle Bahamas nel 1861.

## Storia
Prima unità della omonima classe di vascelli di prima classe il cui progetto venne elaborato nel 1852 dal Surveyor’s Depertment dell’Ammiragliato, l’unità fu ordinata il 16 novembre dello stesso anno, impostata presso i Devonport Dockyard di Devonport il 23 luglio 1853, e varata il 2 maggio 1855.
Armata con 101 cannoni, disloccava a pieno carico 5.461 tonnellate, ed era dotata di una propulsione mista a vela e a vapore, in quanto disponeva di una motrice bicilindrica orizzontale erogante la potenza di 800 hp, azionante un’unica elica, entrò in servizio il 9 aprile 1856 assegnata allo Channel Squadron. Il costo totale era stato di 171.116 sterline, di cui 91.244 spese per lo scafo e le attrezzature, e 50.919 per l’apparato motore prodotto dalla John Penn & Son.

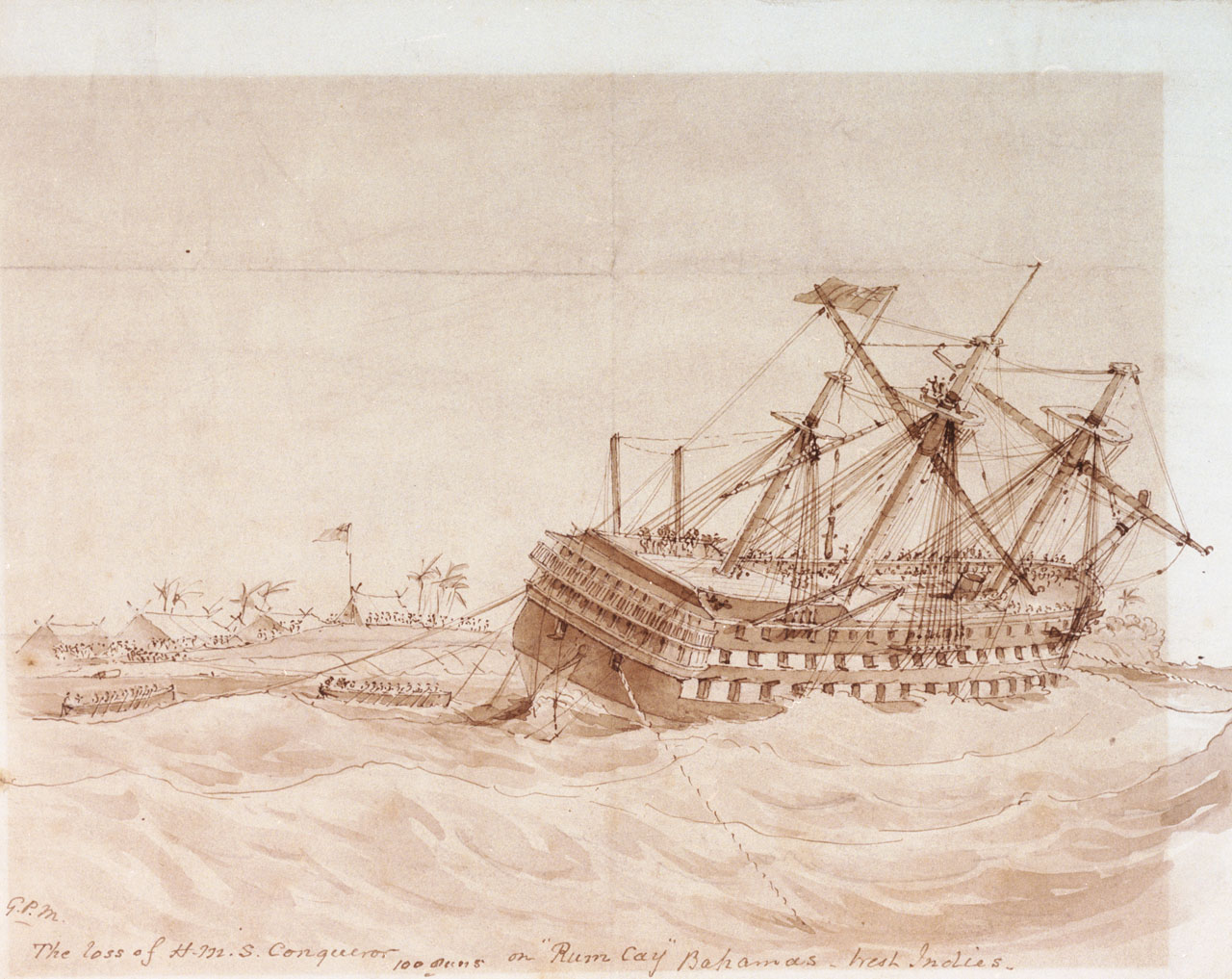
"The loss of H.M.S. Conqueror 100 guns on Rum Cay, Bahamas, West Indies", stampa attribuita a George Pechell Mends che si trova presso il National Maritime Museum di Greenwich.

Inizialmente comandata da Thomas Matthew Charles Symonds, la nave entrò in servizio nella Baltic Fleet durante le prime fasi seguenti alla fine della guerra di Crimea, e poi fu successivamente assegnata ad operare nel Mar Mediterraneo in forza alla Mediterranean Fleet di stanza a Malta quando Hastings Yelverton assunse il comando il 22 luglio 1859. Al capitano Yelverton successe William John Cavendish Clifford, sostituito a sua volta nel 1860 da James Willcox , quando il Conqueror era ritornato in Patria a Plymouth.
Nel 1861,  al comando del captain Edward Southwell Sotheby, fu assegnato al convoglio che trasportò in Messico il contingente militare inglese, il quale prese parte alle fasi iniziali dell’intervento militare in quel paese al fine di recuperare i soldi dei prestiti concessi al governo del presidente Benito Juárez. Partito da Port Royal, Giamaica, mentre era in navigazione attraverso le isole Bahamas, a causa di un errore di navigazione il Conqueror fece naufragio a Rum Cay il 29 dicembre 1891. Tutte le 1.400 persone presenti a bordo furono tratte in salvo. Nel febbraio 1862 il vascello gemello Donegal, assistette alle fasi del recupero di attrezzature e armi dal relitto della nave.
Il relitto del Conqueror, divenuto un sito di immersione popolare, giace in 9,1 metri d’acqua ed è oggi preservato a cura del Underwater Museum of the Bahamas.

### Annotazioni
1. ↑  A causa delle forti correnti il Conqueror andò fuori rotta di 20 miglia.

### Fonti
1. 1 2  Colledge, Warlow 2006, p. 76.
2. 1 2 3 4  Lyon, Winfield 2004, p. 189.
3. 1 2 3 4 5 6 7  Berg, Berg 1989, p. 33.
4. 1 2 3 4  Pdavis.
5. 1 2  Gerson 1972, p. 151.
6. ↑  Colledge, Warlow 2006, p. 100.